# Черніков Євген Абрамович
Черніков Євген Абрамович (1882, Ростов-на-Дону, Російська імперія — 7 квітня 1946 року, Харків, УРСР, СРСР) — український та радянський лікар, кардіолог, викладач, організатор системи охорони здоров'я.  

## Життєпис
Народився в Ростові-на-Дону, навчався в Ростовській гімназії. 1906 року закінчив медичний факультет Харківського університету. У 1913 році захистив докторську дисертацію. З 1921 року — приват-доцент, 3 1923 року — професор. Завідувач кафедри шпитальної та факультетської терапії Харківського медичного інституту (ХМІ) (1930—1940)  . Помер 7 квітня 1946 року, похований на міському кладовищі № 2 у Харкові.

## Науковий доробок

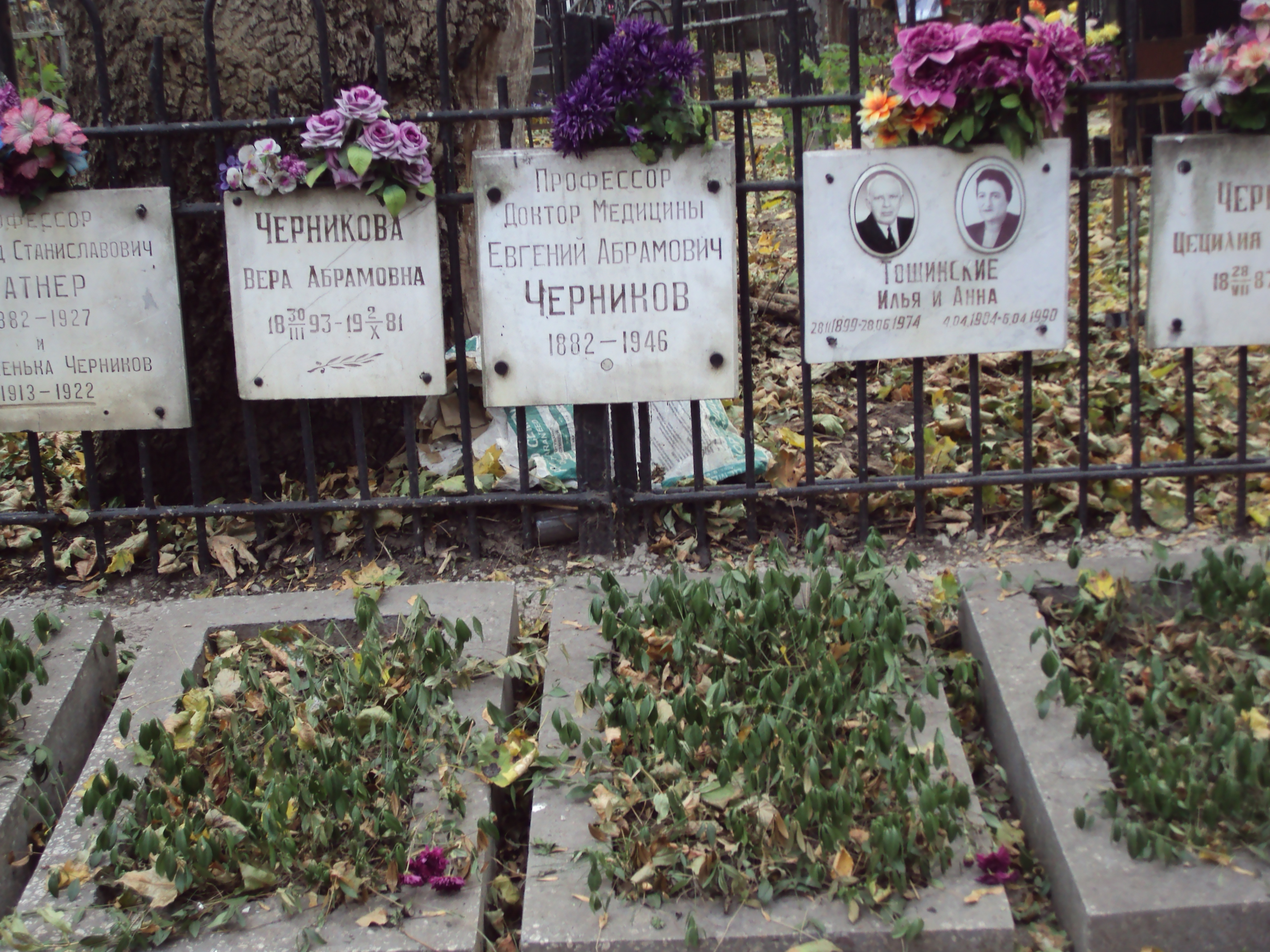
Поховання Чернікова Є.А. на 2-му Харківському кладовищі. Світлина DKM med.

Під його керівництвом вивчалися проблеми кардіології, ревматології, уроджених і набутих вад серця, функціональної діагностики недостатності кровообігу, обміну речовин. Запропонував свою оригінальну класифікацію захворювань серцево-судинної системи, вперше визначив вплив сиро-водневих ванн на серце, кров та органи дихання, вплив грязелікування на перебіг артритів різної етіології, дав загальні показання та протипоказання до курортного лікування. 
Автор понад 70 друкованих наукових праць, глав підручників з загальної терапії та внутрішніх хвороб. Під його керівництвом захищено 7 докторських та 14 кандидатських дисертацій .

## Вибрані праці
- «Ранняя диагностика легочного туберкулеза»;
- «Функциональная диагностика и патология сердца»;
- «К диагностике эндокардитов» та ін[5].

## Громадська діяльність
Є. А. Черніков — директор Українського інституту курортології, декан лікувального факультету ХМІ, заступник директора з навчально-наукової роботи ХМІ, член Правління  та член Бюро терапевтичної секції Харківського медичного товариства.